# هولی می بروت
هولی می بروت  (به هلندی: Holly Mae Brood؛ زادهٔ ۲۵ نوامبر ۱۹۹۴) بازیگر و مجری اهل هلند است. وی به عنوان یکی از مجریان نسخهٔ هلندی برنامهٔ لاو آیلند شناخته می‌شود.